# Эстонская литература
Эстонская литература (эст. eesti kirjandus) — письменные произведения, написанные на эстонском языке.

## XVI—XVIII
Литература на эстонском языке начала развиваться довольно поздно. Порабощение эстонских земель в XIII веке немецкими, а затем и датскими феодалами на долгое время задержало формирование национального литературного языка и литературы.
В 1553 году в городе Любеке была напечатана первая книга на эстонском языке: «Малый Катехизис Лютера», в переводе Франца Витте. Как эта книга, так и сочинения польского иезуита Вельтера (1591 г.) исчезли бесследно; древнейшим крупным литературным памятником эстонского языка являются 39 проповедей Георга Мюллера, написанные с 1600 по 1606 годы и впервые изданные в 1891 году.
Литература I периода и до конца XVII столетия была почти исключительно религиозная. Самые выдающиеся писатели этого периода: Генрих Шталь (ок. 1600—1657), издавший в 1632—1638 гг. «Hand-und Hauszbuch für das Fürstenthumb Ehsten» (молитвы, гимны в прозе, воскресные евангельские и апостольские чтения), а в 1641—1649 годах сборник проповедей; в 1656 года его «Hand- und Hauszbuch…» был издан в исправленном виде, причём варварская проза гимнов была переделана в столь же варварские стихи. Далее идут: современник Сталя И. Россиний (Rossihnius, умер около 1645 г.), издавший «Лютеранский Катехизис и воскресные евангельские и апостольские чтения» (1632); Адриан Виргиний (1663—1706), переводчик Нового Завета на южное наречие (1686 г.); авторы свадебных песен Райнер Брокман, Йошуа Мёлленбек и др. (песни изданы в «Verh. d. Gel. Estn. Ges.», 1896).
Для изучения тогдашних верований и суеверий эстонцев важны: Иоханн Гутслаф, «Kurzer Bericht und Unterricht von der Falsch-heilig genandten Bäche in Lieffland Wöhhanda» (1644) и Иоханн Форселий, «Der einfältigen Ehsten abergl. Gebräuche» (Ревель, 1685; новое издание, СПб., 1854). Грамматики с приложением словарей составили Генрих Шталь (1637), Иоханн Гутслаф (1648) и Хайнрих Гёзекен (Göseken, 1660).
Во II периоде, длящемся до конца XVIII века, возникает светская литература. Отцом нового направления был Бенгт Готтфрид Форселий (ок. 1660—1689), основавший, без средств, без связей большое число народных школ и первую эстонскую учительскую семинарию (1684—1688). Под его влиянием Иоханн Горнунг (Johann Hornung, ок. 1660—1715) составил первую удовлетворительную грамматику эстонского языка (1693) и установил новое правописание, которое использовал в своих переводах богослужебных книг (1694—1695) и в особенности Нового Завета на северное наречие эстонского (1715); его орфография господствовала до середины XIX века. Его примеру последовал составитель грамматики и переводчик Ветхого Завета Антон Тор Хелле (Helle, ум. 1748). Полная Библия, в переводе Горнунга и Гелле, вышла в свет в 1739 году. Другие духовные писатели XVIII века: И. Х. Генкель, И. Г. Шнелль, Г. А. Эркслебен, А. Г. Люкке, О. В. Эбергард, Б. Щибальский, П. Г. фон Фрей и с 1729 г. гернгутеры: А. Раудьял, родом эстонец, Я. Марраш, И. К. Нейман, И. Хр. Квандт, И. Г. Ферстер, М. Тооци. Ряд светских писателей открывает эстонец Ганс Кясу (или Кес, умер после 1734 г.) стихотворением «Плач по поводу разрушения Дерпта» (1706); за ним следуют авторы повестей и рассказов А. Гелле (1740), И. M. Ген (1788), О. Р. Гольц (1817), Г. Аврелий, В. Ф. Вильман (1746—1819), Иоганн Вильгельм Людвиг фон Люце (1756—1842), основатель первого общества для изучения эстонского языка в Аренсбурге, Эйзен фон Шварценберг («Учебник садоводства», 1750), Август Хупель («Грамматика», 1780; «Краткие наставления», 1766; первое периодическое издание медицинского содержания «Врач», 1771).

## XIX век
В III период, до середины XIX века, эстонец Отто Вильгельм Мазинг (1763—1832), отлично владевший языком, принимается за создание сколько-нибудь достойной этого названия литературы для только что освобождённых от крепостной зависимости эстонцев (в Эстляндии в 1804 году, в Лифляндии в 1819 году). В 1818 году он издаёт «Воскресные Чтения», долго служившие любимым чтением народа; с 1821 года по 1825 год выходит его «Крестьянский Еженедельник», первое периодическое издание общего содержания, если не считать малоизвестного «Дерптского Крестьянского Еженедельника» Ольдекопа и Рота (1806); в 1820 году является его перевод «Лифляндского Крестьянского Уложения». Кроме того, им написано большое количество брошюр и статей разного содержания. Мазинг заслоняет собой всех остальных писателей этого периода, из которых выдаются ещё автор повести «Досуг при свете лучины» (1838) граф Петер фон Мантейфель (1768—1842) и рано умерший эстонец Кристьян Яак Петерсон (1801—1822). Возбуждению интереса к эстонским языку и литературе содействовали издававшиеся Иоганном Розенплянтером с 1813 по 1832 гг. (20 выпусков) «Beiträge zur genaueren Kentniss der ehstnischen Sprache».
В IV периоде, до 1880-х годов, литература Эстонии окончательно переходит в руки эстонцев свободных профессий. Писатели немецкого происхождения продолжают разрабатывать только духовную литературу. Возникают разные виды художественной литературы: роман и повесть, эпос, лирика, драма. В 1843 году Эдуард Аренс (Ahrens, 1803—1863) создаёт новое правописание, основанное на результатах лингвистического анализа. Лектор эстонского языка при Дерптском университете, Фридрих Роберт Фельман (1798—1850), основывает в 1839 году при университете «Учёное эстонское общество», оказавшее большое влияние на изучение эстонского языка и литературы, и публикует в изданиях этого общества высокохудожественные народные сказания, из которых в особенности «Койт и Эмарик» («Утренняя и вечерняя заря») 1844 года обратило внимание ученых сфер на эстонскую народную поэзию. Внезапная смерть помешала Фельману издать сказания о герое народного эпоса «Калевипоэге» (сыне Калева), но собранные им материалы перешли к верроскому врачу Фридриху Рейнгольду Крейцвальду (1803—1882), который и сам имел богатый запас известных с детства и собранных впоследствии из уст народа отрывков эпоса. По поручению «Учёного эстонского общества» Крейцвальд сгруппировал все эти материалы, и в 1862 году издал «Калевипоег, эстонское народное сказание», в 20 песнях (19034 четырёхстопных хореических стихов — обычный размер эстонских народных песен). Из большого числа других произведений Крейцвальда — повестей, стихотворений, драматических произведений, научно-популярных и медицинских статей — главные: «Сказки эстонского народа» (1866) и поэма «Лембит», изданная после смерти автора. В то же время Иоганн Вольдемар Яннсен (1819—1890) создаёт эстонскую публицистику и журналистику, издавая с 1857 по 1864 годы газету «Pärnu Postimees» («Перновский Почтальон»), а с 1864 по 1880 годы «Eesti Postimees» («Эстонский Почтальон») в Юрьеве. Сверх того, Яннсен написал множество повестей, многие из которых основывались на переводах, и стихотворений, основал в Дерпте певческое общество «Ванемуйне» (1865) и «Эстонское земледельческое общество», был одним из главных основателей «Эстонского литературного общества» (1872), прекратившего своё существование в 1893 году из-за раздоров между членами. Он же устроил в 1869 году первое эстонское певческое празднество в Дерпте, сильно повлиявшее на возникновение эстонского национального сознания. Дочь предыдущего Лидия Койдула (Михельсон, 1843—1886) считалась лучшим эстонским лириком своего времени.
С 1880 года эстонская литература получает больший престиж. Возникают литературные партии и борьба мнений. Начинают появляться переводы классических произведений других народов. Из русских авторов переводились Карамзин (повести), Пушкин, Лермонтов, Гоголь, Лев Толстой («Война и мир», «Анна Каренина», мелкие рассказы), Чехов, Максим Горький, Тургенев («Отцы и дети», «Дворянское гнездо») и другие. Важную роль при этом играет периодическая печать, развитию которой дал сильный толчок выдающийся публицист и писатель Карл Роберт Якобсон (1841—1882) своей газетой «Сакала» (1879—1882).
В литературе на первое место выдвинулась народная словесность эстонцев. С 1888 года Якоб Хурт (1839—1907) систематически занялся собиранием остатков народной поэзии; в 1896 году он имел уже 40500 номеров народных песен, 8500 номеров сказок и легенд, 45 000 поговорок, 37 000 народных загадок, около 52 000 народных поверий и суеверий, не считая народных шуток, игр и так далее. В собраниях Маттиаса Йоханна Эйзена (1856—1934) в 1897 году находилось 103 14 народных песен, 12 906 сказок и рассказов, 23 215 суеверных и мифологических представлений, 10 547 загадок, 7093 поговорки, 3630 снотолкований, 1998 народных шуток (О. Kallas, «Uebers. u. d. Sammeln estnischer Runen», Гельсингфорс, 1902).
Из писателей, большей частью молодых людей, без крупных дарований, более известны поэты: Михкель Веске, Адо Рейнвальд, Адо Гренцштейн (также хороший публицист), Мартин Липп, Анна Хаава, Якоб Тамм, Петер Якобсон, Юхан Кундер, К. Сеет, Фридрих Кульбарс, Якоб Лийв, Элизе Аун и другие. Беллетристы: Юхан Лийв, Эдуард Вильде; Эрнст Петерсон, Эдуард Борнхёэ, Якоб Мяндмец и другие. Историки литературы и фольклористы: Якоб Хурт, Юлий Крон, Карл Крон, Виллем Рейман, Оскар Каллас, Маттиас Иоганн Эйзен, Карл Август Герман. Духовные писатели: Рудольф Каллас, Юлия Эдерберг, Липп. Композиторы: Александр Ляте, Йоханнес Каппель, Константин Тюрнпу, Карл Август Герман, Мина Герман.

## XX век
В начале XX века ежегодно выходило от 200 до 250 книг на эстонском языке. В 1902—1908 выпускается историческая трилогия Эдуарда Вильде («Война в Махтра», «Ходоки из Ания» и «Пророк Малтсвет»). В конце 1903 года выходило 14 периодических изданий, из которых некоторые имеют до 10000 подписчиков: два ежедневных, одно — 3 раза, три — 2 раза, шесть — один раз в неделю, два — 1 раз в месяц. В США в этот же период выходил на эстонском языке через каждые 2 месяца «Американский эстонский почтальон».
Первое десятилетие XX века в эстонской литературе отмечено возникновением модернизма. Возникает литературно-художественная группа «Молодая Эстония».
Союз писателей Эстонии был основан в 1922 году в получившей независимость стране. Литературный ежемесячник Looming («Творение») появился в 1923 году и, по состоянию на 2020-е годы, остаётся важным периодическим изданием такого рода в Эстонии.
Во второй половине 1920-х поэзия уступает лидирующую позицию прозе, в творчестве эстонских стихотворцев слышатся пессимистические ноты, разочарование в окружающей действительности. Преобладающей тенденцией в прозе, написанной между двумя мировыми войнами, был реализм. Наиболее видным писателем эпохи был Антон Хансен Таммсааре (1878—1940), автор пятитомного эпического романа «Tõde ja Õigus» «Правда и справедливость», (1926—1933), который считается одним из основных произведений эстонской литературы. Другими видными прозаиками были Аугуст Мялк (1900—1987) и Карл Ристикиви (1912—1977).
В 1930-х в литературу входит творческое объединение «Волхвы».

### Эстонская литература в эмиграции
После Второй мировой войны эстонская литература почти полвека была разделена надвое. Ряд выдающихся писателей, проведших годы войны в Эстонии, бежали от советских войск в Германию в 1944 году (Хенрик Виснапуу) или в Швецию; напрямую, либо через Финляндию (Густав Суйтс, Марие Ундер, Аугуст Гайлит, Бернард Кангро, Аугуст Мялк, Карл Ристикиви). Несмотря на скромные условия военных и послевоенных лет, практически сразу началась творческая и издательская деятельность, как во временных остановках в Финляндии, так и в лагерях беженцев в Швеции и Германии.
В 1945 году в Стокгольме был основан Эстонский союз писателей в изгнании. В 1950 году Бернар Кангро начал издавать культурный журнал «Тулимулд» в Лунде (выходил до 1993 года). Было создано крупнейшее эстонское издательство в изгнании Eesti Kirjanike Kooperatiiv, и его существование обеспечило непрерывность литературной жизни, за исключением территорий, контролируемых Советским Союзом. Эстонцы за границей также делали все возможное, чтобы представить миру эстонскую литературу: в США Ивар Иваск (1927—1992) редактировал «Всемирную литературу сегодня», в которой опубликовал многочисленные статьи и обзоры по эстонской литературе.
Сборник стихов сюрреалиста Ильмара Лаабана (1921—2000) сначала был единственным модернистским произведением, пока в 1953 году Карл Ристикиви не опубликовал свой роман «Ночь душ». Роман Арведа Вийрлайда «Семь дней суда» (1957) был шагом в сторону модернизма. Ильмар Якс стал более последовательным сторонником техник современного романа. Тематика литературной продукции была значительно обогащена описаниями стран, где поселились различные писатели, такие как Карл Румор (1886—1971) в Бразилии или Герт Хельбемяэ (1913—1974) в Англии. Во второй половине 1950-х годов Калью Лепик (1920—1999) была поэтессой в изгнании, получившей известность вместе с Бернаром Кангро. Первый визит Калью Лепик в Эстонию в 1990 году и публикация там её последних поэтических сборников символизировал конец раскола.